# Sökarna – Återkomsten
Sökarna – Återkomsten (tidigare Rebelz) är en svensk film från 2006 i regi av Liam Norberg, Lena Koppel och Thorsten Flinck. Manus skrevs av Liam Norberg och Mårten Skogman. Det är en uppföljare till Sökarna från 1993.

## Om filmen
Uppföljare till "kultfilmen" Sökarna. Från början var Sökarna-regissören Daniel Fridell inblandad i filmen, men han drog sig ur då han inte delade den vision som Liam Norberg hade om projektet. Regissören Lena Koppel antog uppgiften och regiarbetet i projektet. Skådespelarensemblen är i stort densamma som 1993 med bland andra Ray Jones IV och Thorsten Flinck. Under sensommaren 2005 inspelades kompletterande scener. I november 2005 tillkännagav Liam Norberg att filmen inte skulle heta Rebelz utan Återkomsten. Han berättade även att Sökarna – Återkomsten skulle släppas någon gång under 2006. Releasedatum blev senare bestämt till den 27 december 2006.
Budgeten uppgick till cirka 120 000 kronor. Filmen hade aldrig någon biopremiär, utan den släpptes direkt på DVD.
Sökarna – Återkomsten är Johanna Sällströms sista film.

## Handling
Jocke vill förändra sitt liv och börja plugga efter fängelsestraffet, men istället fritas han från fängelset. Hans bror har skulder till en kriminell jugoslav, Zoran (storebror till hans gamla fängelsekumpan Tony) och Jocke dras in i våldets och kriminaliteten onda spiral igen. Samtidigt träffar han sin gamla kärlek Johanna, som vill ge honom en andra chans, om han lämnar sitt gamla liv. Efter en bankvalvskupp grävs pengarna ner i Albyskogen, men är spårlöst borta morgonen efter...

## Rollista (urval)
- Liam Norberg – Jocke
- Mats Helin – Mattias
- Ray Jones IV – Ray
- Thorsten Flinck – Zoran
- Johanna Sällström – Johanna
- Johan Wahlström – Roman
- Reine Brynolfsson – Roger
- Per-Gunnar Hylén – intern
- Tomas Hedengran – polis
- Thomas Martinson – advokat
- Lakke Magnusson – Falk
- Leif Andrée
- Malou Hansson
- Rino Brezina